# Terry McMillan
Terry McMillan (née le 18 octobre 1951 à Port Huron) est une romancière américaine.
Son travail, comme les romans sur lesquels sont basés les films Où sont les hommes ? (1995) et Sans complexes (1998) et le feuilleton télévisé Act of Love (2000), est caractérisé par des protagonistes féminins.
Lauréate de l'American Book Award en 1987, elle intègre le Michigan Women's Hall of Fame en 2010.